# Anna Maria Luisa de' Medici
Anna Maria Luisa de' Medici (n. 11 august 1667, Florența, Marele Ducat de Toscana – d. 18 februarie 1743, Florența, Marele Ducat de Toscana) a fost ultima urmașă a Casei de Medici. Patroană a artelor, ea a lăsat moștenire colecția mare de artă a familiei Medici inclusiv Uffizi, Palatul Pitti și vile pe care le-a moștenit la moartea fratelui ei, Gian Gastone în 1737 și comorile palatine ale statului toscan.

## Primii ani

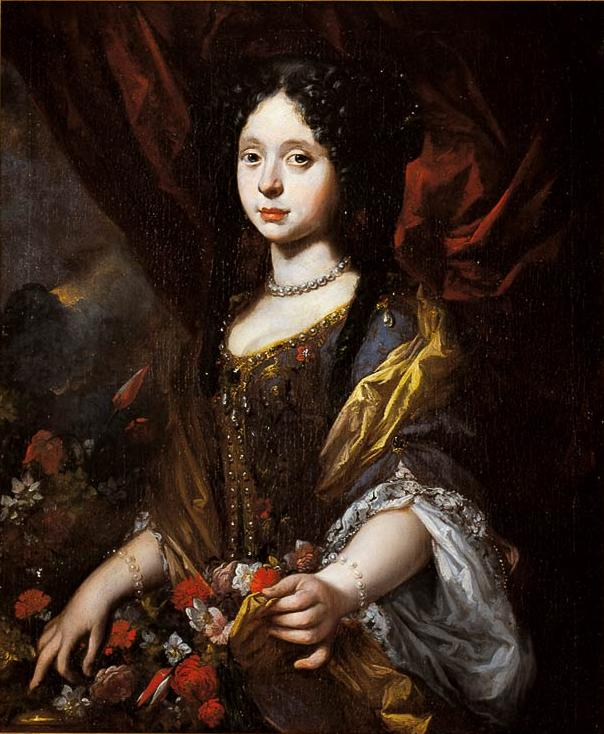
Anna Maria Luisa în anii 1680.

Anna Maria Luisa de' Medici, singura fiică și al doilea copil al lui Cosimo III de' Medici, Mare Duce de Toscana și a Prințesei Marguerite Louise d'Orléans, s-a născut la Florența la 11 august 1667. A fost numită după mătușa maternă, Anne Marie Louise d'Orléans, Ducesă de Montpensier.
Relația dintre părinții ei nu era foarte bună, Marguerite Louise n-a ratat nici o șansă pentru a-l umili pe Cosimo. După ce toate încercările de conciliere au eșuat, Cosimo a acceptat ca soția sa să plece la mănăstirea Montmartre din Franța. Prin contractul creat în acea zi, ea a renunțat la drepturile ca nepoată a Franței și a declarat că la moartea ei, averea va fi moștenită de copii. În compensație, Cosimo i-a garantat un venit de 80.000 de livre. Ea a abandonat Toscana în iunie 1675; Anna Maria Luisa n-a mai văzut-o niciodată. Deși Cosimo era afectuos cu fiica sa, ea a fost crescută de bunica paternă, Vittoria della Rovere.

## Electoare Palatină
În 1669, Anna Maria Luisa a fost considerată ca o potențială mireasă pentru Ludovic, le Grand Dauphin, moștenitorul regelui Ludovic al XIV-lea al Franței. Lui Cosimo al III-lea nu i-a plăcut ideea unei căsătorii franceze și nu s-a dedicat niciodată acestei cauze (ulterior ea a fost respinsă). În schimb, Cosimo l-a vrut pe Petru al II-lea al Portugaliei. Miniștrii lui Petru, temându-se că Prințesa Anna Maria Luisa îl va domina pe Petru al II-lea și temându-se ea ar fi putut moștenit manierele Marguerite Louise, au refuzat oferta.

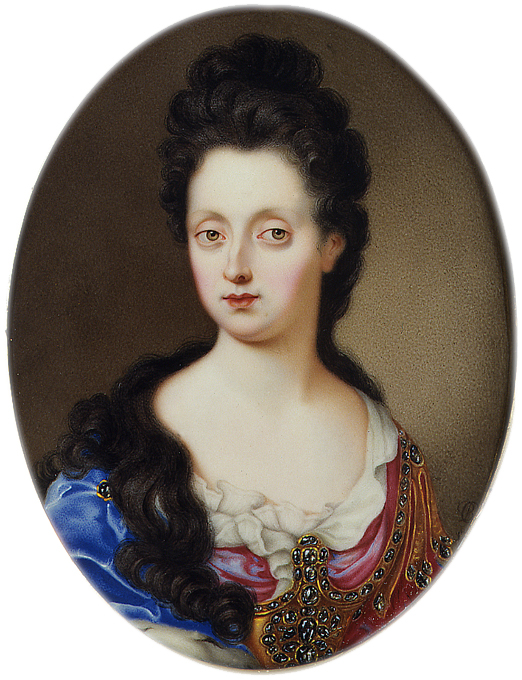
Portret al Annei Maria Luisa de’ Medici, 1700.

În urma refuzurilor din Spania, Portugalia, Franța și Savoia, Leopold I, Împărat Roman l-a sugerat pe Johann Wilhelm, Elector Palatin. El și Anna Maria Luisa s-au căsătorit prin procură la 29 aprilie 1691. Ea a plecat spre Düsseldorf, capitala soțului ei, la 6 mai 1691, acompaniată de fratele ei mai mic, Gian Gastone. Johann Wilhelm a surprins-o la Innsbruck, unde s-au căsătorit oficial.
Anna Maria Luisa a rămas însărcinată în 1692 însă a avortat. Se crede că s-a îmbolnăvit de la soțul ei cu sifilis, lucru care ar explica de ce Anna Maria Luisa și Johann Wilhelm nu au avut moștenitori.
Anna Maria Luisa și Johann Wilhelm au avut o căsnicie armonioasă. Prințesa Electoare își petrecea timpul bucurându-se de baluri, spectacole muzicale și alte festivități. El a construit un teatru pentru ea, unde se jucau comediile franceze ale lui Molière.  Deoarece Anna Maria Luisa a patronat mulți muzicieni, curtea era privită ca un centru internațional al muzicii.
Ea l-a invitat la curte pe Fortunato Chelleri și l-a numit maestro di cappella. Agostino Steffani a fost sponsorizat de Prințesa Electoare de la sosirea lui în Düsseldorf în 1703 până la întoarcerea ei în Toscana.
La îndemnul tatălui ei, Anna Maria Luisa a aranjat o căsătorie pentru fratele ei mai mic: la Düsseldorf, la 2 iulie 1697, Gian Gastone de' Medici s-a căsătorit cu Anna Maria Franziska, moștenitoare a ducatului de Saxa-Lauenburg. Lui Gian Gastone, soția lui i-a repugnat și din acest motiv s-au despărțit în 1708.